# Fußball in Malta

Logo des maltesischen Fußballverbandes

Fußball (maltesisch Futbol) ist in Malta die populärste Ballsportart. Der maltesische Fußballverband Malta Football Association wurde 1900 gegründet und gehört somit zu den ältesten noch heute bestehenden Fußballverbänden; 1959 trat er der FIFA und 1960 der UEFA bei, obwohl Malta erst 1964 die Unabhängigkeit von Großbritannien erlangte.
Der Verband organisiert im Wesentlichen die maltesische Fußballmeisterschaft, den nationalen Pokalwettbewerb sowie die maltesische Fußballnationalmannschaft, alle Jugendnationalmannschaften und die Nationalmannschaft der Frauen.
Der international bekannteste Fußballspieler des Landes ist Carmel Busuttil, der sich als erster Malteser in einer europäischen Profiliga etablieren konnte; er spielte sechs Jahre lang in der belgischen Liga bei KRC Genk, davon vier als Kapitän.
Die Fußballanhänger der maltesischen Bevölkerung teilen sich aufgrund der verschiedenen kulturellen Einflüsse auf Malta im Groben in zwei Gruppen auf: zum einen Fans englischer Fußballvereine, zum anderen Anhänger italienischer Teams.

## Anfänge des maltesischen Fußballs
Wie in vielen Ländern wurde der Fußball in Malta durch die Engländer eingeführt. In der Mitte des 19. Jahrhunderts kam der Fußball in England auf, kurze Zeit später wurde er in die britische Kolonie Malta „exportiert“, wo er als eine Art Unterhaltung für die dort stationierten Soldaten vorgesehen war.
Als 1863 der englische Fußballverband gegründet wurde, wurden die nun erstmals schriftlich festgelegten Spielregeln auch in Malta übernommen. Der maltesische Fußballverband MFA wurde 1900 gegründet, seit 1909 wird im Ligaformat ein maltesischer Fußballmeister ermittelt. Erster Landesmeister wurde hierbei der FC Floriana.

## Vereinswettbewerbe

### Geschichte des Vereinsfußballs
Die maltesische Meisterschaft wurde erstmals in der Spielzeit 1909/10 ausgetragen. Bereits das erste Saisonspiel zwischen dem späteren Meister und den Sliema Wanderers wurde von 5000 Menschen verfolgt – da der Mile End Ground jedoch nur 1000 Zuschauern Platz bot, meist von umliegenden Aussichtspunkten aus. Daher entschloss sich der Industrielle Carmelo Scicluna, den Empire Sports Ground zu bauen. Nach einem kurzzeitigen Rückgang der Fußballbegeisterung wurde auch dieses Stadion zu klein, sodass 1933 an gleicher Stelle das Empire Stadium errichtet wurde. Es folgten die „Goldenen Jahre“, die Zeit des Profifußballs auf Malta: Unternehmer investierten große Summen in den Fußball, die Vereine verpflichteten Spieler aus England, Jugoslawien, der ČSSR und aus Österreich. Die Sliema Wanderers und der FC Floriana dominierten in dieser Zeit den maltesischen Fußball; lediglich vier Meisterschaften gingen bis 1940 an andere Teams. Der maltesische Landespokal wurde 1935 erstmals ausgetragen und zu Beginn von den Sliema Wanderers dominiert.
Am Ende der Saison 1937/38 zeichnete sich ab, dass sich Maltas Vereine finanziell übernommen hatten. Ausschreitungen und Bestechungsskandale taten ihr Übriges, sodass sich eine Vielzahl von Sponsoren zurückzogen. Die meisten Ausländer mussten aus finanziellen und politischen – die regierende Nationalist Party forderte den „ausländerfreien Sport“ – Gründen entlassen werden, die übrigen kehrten Malta mit Beginn des Zweiten Weltkriegs den Rücken. Fortan hatte der Fußball auf Malta nur noch semiprofessionellen Charakter.
Bis zur Saison 1939/40 gab es lediglich eine Fußballliga, die Maltese division one, deren Zusammensetzung sich lediglich durch Rückzüge und Neugründungen von Vereinen veränderte. Anschließend wurde die Meisterschaft aufgrund des Zweiten Weltkrieges für vier Jahre ausgesetzt, es wurden lediglich Spiele gegen britische Soldaten bestritten. Auch nach dem Krieg wurde der Fußball lange Jahre von den Sliema Wanderers und dem FC Floriana dominiert. Das Interesse an der Sportart stieg in dieser Zeit wieder an, in den 1940er-Jahren traten fünfzehn neue Vereine der MFA bei, darunter auch die heutigen Topteams Hibernians Paola und FC Valletta. Diese beiden Teams waren es auch, die in den Folgejahren eine ernsthafte Konkurrenz zu den Vorreitern aus Sliema und Floriana darstellten. Aufgrund des starken Zuwachses an Teilnehmern wurde das Ligasystem ab 1946 auf mehrere Stufen erweitert.
Erst in den 1980er-Jahren endete die Vorherrschaft der Sliema Wanderers und des FC Floriana, drei andere Vereine, die Hibernians Paola, die Ħamrun Spartans sowie Rabat Ajax, konnten in dieser Zeit die meisten Titel gewinnen. Der FC Floriana, welcher 1981 nochmals den Pokal gewinnen konnte, stieg 1985 gar in die zweite Liga ab. Im Dezember 1980 wurde mit dem Ta’ Qali-Stadion das neue Nationalstadion Maltas eröffnet, welches das Empire Stadium in Gżira ersetzte; während im alten Stadion bis zum Schluss auf einem hartgewalzten Sandplatz gespielt wurde, wurden die Spiele fortan auf einem Rasenplatz ausgetragen.
In den 1990er-Jahren wurde das Ligasystem auf vier Ligen ausgebaut, in dieser Form besteht es noch heute. Der FC Valletta feierte in dieser Zeit seine größten Erfolge und konnte fünf Meisterschaften und vier Pokalsiege erringen. Gegenwärtig gibt es eine größere Anzahl von Vereinen, die regelmäßig um die Meisterschaft kämpfen. Neben dem FC Valletta, den Sliema Wanderers und den Hibernians Paola sind dies vor allem der FC Birkirkara, der 2000 erstmals Landesmeister wurde, sowie der FC Marsaxlokk, der seinen bislang einzigen Meistertitel 2007 gewinnen konnte.

### Ligasystem
Das maltesische Ligasystem besteht aus vier Ligen. In allen Ligen treten die Teams zunächst jeweils einmal gegeneinander an. Danach spielen die Mannschaften nochmals einmal entweder in der Meisterrunde oder Relegationsrunde gegeneinander.

#### Premier League
Die 360 Sports Malta Premier ist die höchste Spielklasse im maltesischen Fußball und besteht aus derzeit zwölf Mannschaften. Vor 1980 trug die erste Liga den Namen First Division, heute die Bezeichnung der zweithöchsten Spielklasse.
Die Saison erstreckt sich von August bis Mai des folgenden Jahres und wird in zwei Phasen ausgetragen. In der ersten Eröffnungsrunde (Opening Round) treten alle Teams zunächst einmal gegeneinander an, woraus sich zunächst elf Spieltage ergeben. Danach wird die Liga in zwei Gruppen aufgeteilt. Die Mannschaften der Plätze Eins mit Sechs spielen in einer Meisterrunde (Top Six) weitere fünf Spiele, während die sechs übrigen Teams in einer Abstiegsrunde (Play-out) ebenfalls weitere fünf Spiele absolvieren. In der Schlussrunde (Closing Round) geschieht unabhängig von der ersten Phase das Gleiche. Am Saisonende hat jedes Team 32 Spiele bestritten.
Meister und Teilnehmer an der UEFA Champions League wird, wer entweder beide Phasen gewinnt oder das Entscheidungsspiel gewinnt. An der 1. Qualifikation zur UEFA Conference League nehmen neben dem Pokalsieger entweder der Verlierer des Meisterfinals und ein weiterer Zweitplatzierter teil oder die beiden Zweitplatzierten. Sollten zwei Teams den ersten und zweiten Platz in der Eröffnungsrunde und ein oder zwei andere Teams den ersten und zweiten Platz in der Schlussrunde belegen wird ein Miniturnier „Final Four“ ausgetragen.
Wenn dieselben beiden Teams in der Eröffnungs- und in der Schlussrunde den 11. und 12. Platz belegen, steigen die beiden Teams automatisch in die Maltese First Division ab. Wenn eine Mannschaft in beiden Runden den 11. oder 12. Platz belegt, steigt diese Mannschaft automatisch ab. Andererseits wird es zwischen den beiden anderen Mannschaften, die in den jeweiligen Runden einen der letzten beiden Plätze belegen, ein Entscheidungsspiel geben.

#### Challenge League
Die BOV Challenge League (bis 2020 First Division) ist Maltas zweithöchste Spielklasse und existiert seit 1946. An ihr nehmen 16 Mannschaften teil.
Die Mannschaften treten zunächst jeweils einmal gegeneinander an. Danach wird die Liga in zwei Gruppen aufgeteilt. Die Mannschaften der Plätze Eins mit Acht spielen in einer Meisterrunde zwei Aufsteiger aus, während von den acht übrigen Teams zwei Mannschaften in die Amateur League I absteigen müssen.

#### Amateur League I
Die IZIBet Amateur League I (bis 2020 Second Division) ist die dritthöchste Spielklasse des Inselstaates. An ihr nehmen 16 Mannschaften teil. Sie erhielt ihren Namen nach der Zusammenlegung der Second und Third Division im Jahr 2020. An ihr nehmen 16 Mannschaften teil.
Die Mannschaften treten zunächst jeweils einmal gegeneinander an. Danach wird die Liga in zwei Gruppen aufgeteilt. Die Mannschaften der Plätze Eins mit Sechs spielen in einer Meisterrunde zwei Aufsteiger aus, während von den zehn übrigen Teams vier Mannschaften in die Amateur League II absteigen müssen.

#### Amateur League II
Die IZIBet Amateur League II ist Maltas unterste Spielklasse. An ihr nehmen zehn Mannschaften teil.
Die Mannschaften treten zunächst jeweils einmal gegeneinander an. Danach wird die Liga in zwei Gruppen aufgeteilt. Die Mannschaften der Plätze Eins mit Vier spielen in einer Meisterrunde einen Aufsteiger aus.
Da es sich um die niedrigste Spielklasse handelt, gibt es in der Amateur League II keine Absteiger. Die beiden letztplatzierten Mannschaften müssen sich jedoch neu um eine Teilnahme an der folgenden Saison bewerben. Zuletzt wurde zur Saison 2007/08 der Antrag des FC Ta’ Xbiex abgelehnt, hauptsächlich aufgrund der konstant schlechten sportlichen Leistungen über viele Jahre hinweg; der Verein wurde durch den 2006 gegründeten FC Mtarfa ersetzt. Zur Spielzeit 2009/10 wurde Swieqi United als zwanzigster Verein in die Third Division aufgenommen. Am 30. April 2024 wurde Victoria Hotspurs aus Gozo neues Mitglied des maltesischen Fußballverbandes. Es ist der erste Fußballverein aus Gozo, der in der maltesischen Fußballliga spielt.

### Pokalwettbewerbe

#### Die FA Trophy
Die FA Trophy (seit 2002 offiziell U*Bet FA Trophy, zwischen 1995 und 2002 Rothman’s Trophy) ist Maltas nationaler Fußballpokal und wird seit 1935 ausgetragen. Der Pokal wurde der MFA ursprünglich 1933 durch den englischen Fußballverband geschenkt, der sich mit dieser Geste dafür bedankte, dass pro-britische maltesische Fußballfans 1933 nach Rom reisten, um dort die englische Nationalmannschaft in einem Spiel gegen Italien zu unterstützen.
Die FA Trophy wird im K.-o.-System ausgespielt. Vier Mannschaften erhalten hierbei zunächst ein Freilos: der aktuelle Pokalsieger sowie die besten drei Mannschaften der abgelaufenen Premier-League-Saison. Sollte der Pokalsieger auch einen der ersten drei Plätze in der Liga belegt haben, erhält der Vierte der Liga das vierte Freilos. In der ersten Runde treten nun die zehn Teilnehmer der abgelaufenen First-Division-Saison sowie die Premier-League-Vereine ohne Freilos an. Die acht Sieger dieser Spiele ermitteln in der zweiten Runde vier Teams, die in das Viertelfinale vorstoßen.
Dort stoßen die Teams zum Wettbewerb, die bisher ein Freilos hatten. Anschließend wird über Halbfinale und Finale der Sieger bestimmt, ein Spiel um Platz 3 findet nicht statt.
Der maltesische Pokalsieger nimmt an der zweiten Qualifikationsrunde zur UEFA Europa League teil.

#### Super Cup und Euro Challenge Cup
Der Scicluna Cup, benannt nach dem Inhaber des Empire Stadiums Carmelo Scicluna, wurde 1949 als ins Leben gerufen. Hierbei trat der Meister der Vorsaison gegen den Pokalsieger der Vorsaison an. Ab 1964 wurde der Wettbewerb unter anderem Namen als Independence Cup weitergeführt, ehe das Format geändert wurde: ab 1969/70 nahmen die drei Vereine am Wettbewerb teil, welche sich für die internationalen Pokalwettbewerbe qualifiziert hatte.
Der Independence Cup wurde 1982 vom Euro Challenge Cup abgelöst, der noch heute besteht und im Ligasystem ausgetragen wird; zwischen 1993 und 2003 trug er den Sponsorennamen Löwenbräu Cup. Später entschied man sich, zusätzlich wieder ein Spiel zwischen Meister und Pokalsieger austragen zu wollen, weshalb 1985 erstmals der Super Cup (heute offiziell BOV Super Cup) vergeben wurde.
Beide Pokale werden im Sommer vor dem Start der Ligasaison vergeben.

#### Weitere Pokalwettbewerbe
Darüber hinaus existieren auf Malta zwei Pokalwettbewerbe für unterklassige Vereinsmannschaften. Am First Division Knock-Out (offiziell Maltco Lotteries First Division Knock-Out) nehmen alle Mannschaften der First Division teil. Diese werden in zwei Gruppen eingeteilt, die Sieger und die Zweitplatzierten jeder Gruppe stoßen ins Halbfinale vor; das Turnier wird im K.-o.-System beendet.
Am Second & Third Division Knock-Out (offiziell quick KENO Second & Third Division Knock-Out) nehmen alle Mannschaften der Second Division und der Third Division teil. Diese werden in acht Gruppen eingeteilt, aus denen jeweils die Gruppensieger ins Viertelfinale vorstoßen, danach wird im K.-o.-System gespielt. Sieger der Saison 2009/10 sind die Żejtun Corinthians.
Anlässlich des hundertjährigen Bestehens der maltesischen Meisterschaft wurde in der Saison 2009/10 außerdem der National League 100 Anniversary Cup ausgetragen, den der FC Valletta gewinnen konnte.

### Ausländische Spieler im maltesischen Vereinsfußball
In den 1930er-Jahren, den Zeiten des Profifußballs auf Malta, kamen erstmals ausländische Fußballer in die Liga. Verpflichtet wurden Spieler aus England, Jugoslawien, der ČSR und vor allem Österreich; zwischen 1935 und 1938 spielten rund zwanzig Österreicher in maltesischen Vereinen. Der bekannteste unter ihnen war der Wiener Alexander Svoboda, der siebzehnjährig als Stammtorhüter des 1. Simmeringer SC zum Hibernians Athletic Club wechselte und auf Malta den Spitznamen „Hexer von Gżira“ bekam. Mit dem Ende des Profitums verließ das Gros der Ausländer Malta jedoch wieder, die meisten österreichischen Spieler wurden nach dem Anschluss als nunmehr deutsche Staatsbürger des Landes verwiesen; lediglich der Jude Leo Drucker, vormals beim SC Hakoah Wien, blieb auf der Insel und flüchtete so vor dem Nationalsozialismus.
Heutzutage spielen in der maltesischen Liga wieder eine Reihe ausländischer Spieler, wobei der Verband den Einsatz von Ausländern beschränkt. Jeder Verein darf drei Spieler ohne maltesische Staatsangehörigkeit im Kader haben, was zumindest von den Premier-League-Vereinen in aller Regel ausgenutzt wird. Die Spieler stammen in den meisten Fällen aus Südamerika (vor allem Brasilien und Argentinien) oder Afrika (vor allem Nigeria). Unter den Ausländern in der maltesischen Liga sind immer wieder auch Nationalspieler, die meist gegen Ende ihrer Karriere auf der Mittelmeerinsel spielen. So spielte beispielsweise Tony Morley 1990 für die Ħamrun Spartans, Paul Mariner 1990/91 für die Naxxar Lions, der englische B-Nationalspieler Chris Bart-Williams stand in der Saison 2005/06 beim FC Marsaxlokk unter Vertrag. Andere heutige Profispieler starteten ihre Karriere in Malta: Christian Terlizzi spielte 2000, Attila Filkor 2006 bei den Pietà Hotspurs, Waleri Boschinow stammt aus der Jugendabteilung der Spurs. Der Nigerianer Frank Temile spielte in der Saison 2007/08 für den FC Valletta und wechselte anschließend zu Dynamo Kiew.
Einer der bekanntesten Ausländer der letzten Jahre ist Sebastián Monesterolo, der mit Unterbrechungen zwischen 2006 und 2009 für den FC Valletta stürmte und 2007/08 mit 20 Toren Torschützenkönig wurde. Der bekannteste deutsche Spieler, der auf Malta spielte, ist Heiner Backhaus, der 2007/08 beim FC Valletta unter Vertrag stand.
Zur Saison 2009/10 wechselte mit Jordi Cruyff ein international bekannter Spieler, der unter anderem schon für den FC Barcelona und Manchester United sowie die niederländische Nationalmannschaft auflief, zum FC Valletta. Der Sohn von Johan Cruyff ist dort sowohl als Spieler als auch als Co-Trainer tätig.

## Nationalmannschaft
Die maltesische Fußballnationalmannschaft bestritt ihr erstes Länderspiel am 24. Februar 1957 gegen Österreich im Empire Stadium zu Gżira; nachdem die Österreicher mit 0:3 in Führung gegangen waren, konnte Malta noch auf 2:3 verkürzen. Die Mannschaft konnte sich bisher noch nie für ein internationales Turnier qualifizieren und hat bislang erst fünf Pflichtspielsiege vorzuweisen (Stand: 9. Juni 2013).
Seit 2005 ist jedoch eine positive sportliche Tendenz erkennbar, die durch einige Unentschieden gegen als wesentlich stärker geltende Gegner wie Kroatien, Österreich oder die Türkei, einen 2:1-Sieg im Oktober 2006 über Ungarn oder auch einen 7:1-Sieg in einem Freundschaftsspiel gegen Liechtenstein im März 2008 untermauert wird.
Die maltesische Mannschaft wurde im Laufe ihrer Geschichte auch durch die deutschen Trainer Horst Heese (1988–1991, 2003–2005) und Sigfried Held (2001–2003) trainiert.
Aktueller Nationaltrainer ist der Tscheche Dušan Fitzel, Spielführer ist Gilbert Agius.

## Maltesische Spieler im Ausland
Der im Ausland erfolgreichste maltesische Spieler ist Carmel „Bużu“ Busuttil, der von 1988 bis 1994 bei KRC Genk in Belgien spielte, wo er vier Jahre lang Mannschaftskapitän war. Er wurde 2003 zum bedeutendsten maltesischen Fußballer der letzten 50 Jahre gewählt. Raymond Xuereb war zwischen 1990 und 1992 in Frankreich bei HSC Montpellier und Olympique Marseille tätig, wo er 1992 mit l’OM Meister wurde.
Auch in Deutschland waren und sind maltesische Spieler tätig, der bekannteste unter ihnen ist Michael Mifsud, der zwischen 2001 und 2003 für den 1. FC Kaiserslautern spielte und anschließend über Norwegen nach England wechselte, wo er zuletzt bei Coventry City unter Vertrag stand. In der Saison 2008/09 spielte Etienne Barbara für den damaligen deutschen Regionalligisten SC Verl, André Schembri wechselte zur Saison 2009/10 vom FC Carl Zeiss Jena zum SK Austria Kärnten nach Österreich.
Im Juni 2009 debütierten die beiden gebürtigen Australier John Hutchinson und Emmanuel „Manny“ Muscat für die Nationalmannschaft. Beide stehen in der australischen Liga unter Vertrag, Hutchinson bei den Central Coast Mariners, Muscat bei Wellington Phoenix.
Weitere aktuelle Nationalspieler, die im Ausland unter Vertrag stehen:
- Andrei Agius spielt beim italienischen Viertligisten SS Cassino 1927 aus Cassino.
- Daniel Bogdanović spielt seit 2009 für den FC Barnsley in England und war zuvor bereits in Bulgarien (Lokomotive Sofia, Tscherno More Warna), Italien (AS Cisco Roma) und Ungarn (Vasas Budapest) tätig.
- Justin Haber steht aktuell in Ungarn bei Ferencváros Budapest unter Vertrag und spielte zuvor in England, Griechenland, Belgien, Frankreich und Bulgarien.
- Udo Nwoko spielt für den griechischen Erstligisten Panthrakikos. Zwischen 2007 und 2008 spielte er für Leixões SC in Portugal. Ein anschließender Wechsel zum chinesischen Verein Chengdu Blades scheiterte kurzfristig, woraufhin er zu Náutico Capibaribe nach Brasilien wechselte. Hier wurde Nwoko am 11. April 2009 entlassen.[11]

Der Kapitän der Nationalmannschaft und des FC Valletta, Gilbert Agius, wurde 2001 an Pisa Calcio verliehen, wo er jedoch nur vier Spiele absolvierte, ehe er nach Valletta zurückkehrte.